# 1989년 천안문 광장 시위 및 학살 32주년
1989년 천안문 사건 32주년은 2021년 6월 4일과 그 전후에 중국 및 다른 지역에서 중화인민공화국 정부가 군대에 시위대를 향해 발포하도록 명령하여 수백, 아니 수천 명의 사람들을 죽게 한 1989년 천안문 사건을 기념하기 위한 행사가 열렸다.
2021년 홍콩에서 열린 기념행사는 정부가 코로나19 범유행 제한을 핑계로 2년 연속 금지했기 때문에 열리지 않았다. 홍콩 전역에 대규모 경찰 병력이 배치된 가운데 빅토리아 공원의 전통적인 장소는 32년 만에 처음으로 텅 비었다. 이번 기념행사는 2020년 5월 베이징 전국인민대표대회에서 제정된 홍콩 국가보안법 이후에 열렸다. 친베이징 정치인들은 "일당 통치 종식"과 같이 이전 행사에서 참석자들이 습관적으로 외쳤던 특정 슬로건이 국가보안법을 위반할 수 있다고 경고했지만, 법률 전문가들은 단순히 모임을 갖고 애도하는 것만으로는 법을 위반하지 않을 것이라고 말했다.

## 금지

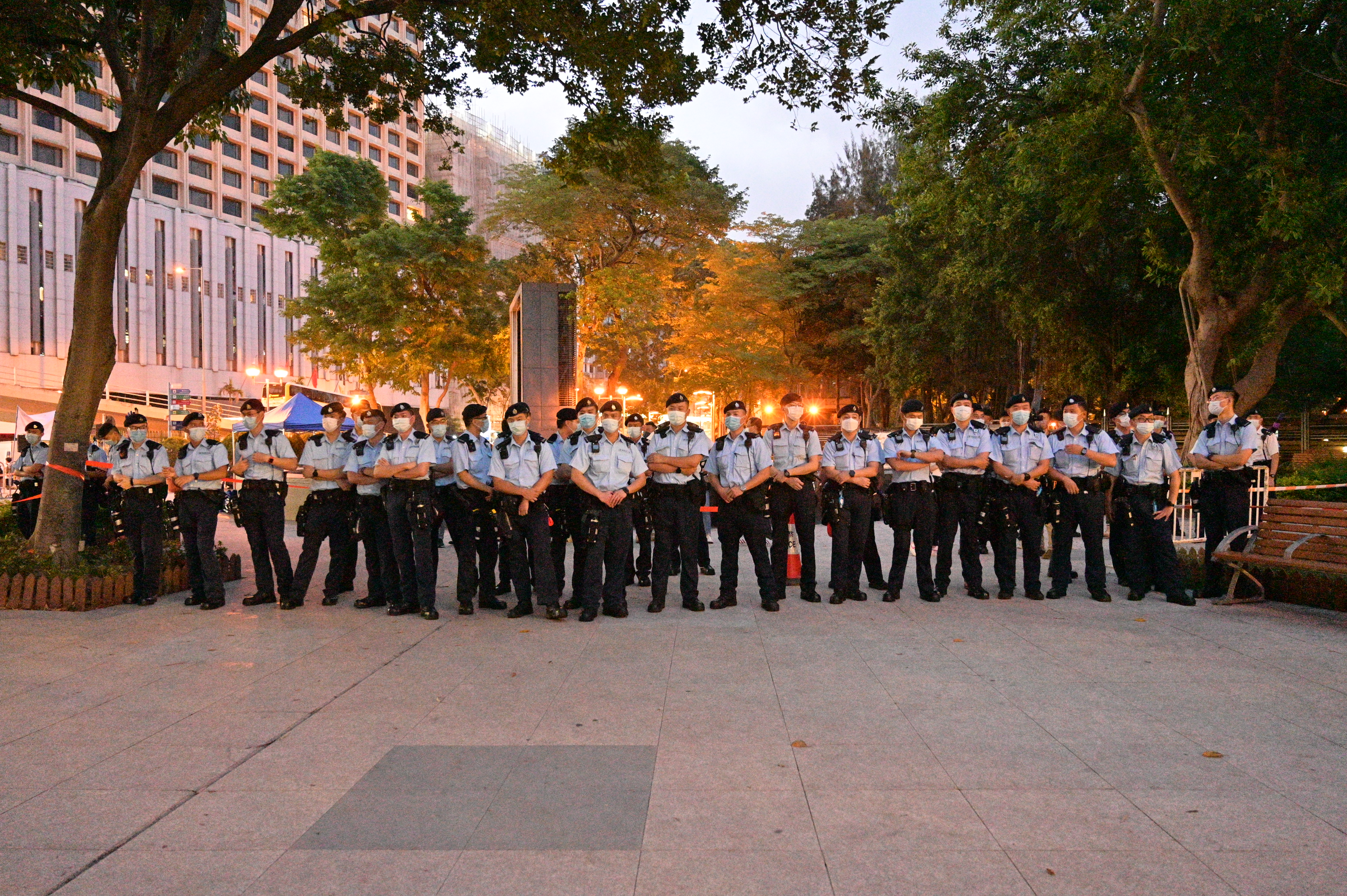
홍콩 빅토리아 공원 외부의 경찰 통제선

지난 30년간 6월 4일은 홍콩에서 1989년 천안문 사건 추모행사를 허용하는 중국 영토 내 몇 안 되는 장소 중 하나로 큰 행사가 되었다. 추모식에는 보통 수만 명의 홍콩인들이 참석했다. 2020년에 홍콩 정부는 질병 예방 및 통제 조례를 발동하여 공공 집회에 4인 제한을 부과했다. 많은 관찰자들은 코로나19 범유행이 시위와 관련된 체포를 늘리는 구실을 제공했다고 믿는다. 마카오에서도 유사한 구실로 금지령이 내려졌는데, 이곳은 이전에도 공개 추모 행사를 주최했던 중국 영토의 또 다른 지역으로, 2021년에도 정치적 이유를 공개적으로 내세우며 계속되었다.
2021년 4월 28일, 홍콩 정부 대변인은 빅토리아 공원에서의 연례 기념행사가 코로나19 제한으로 인해 다시 금지될 것이라고 발표했다. 하지만 이전 6주 동안은 지역 내 감염 사례가 없었다. 5월 27일, 주최측은 경찰로부터 금요일 6월 4일 추모식과 5월 30일 거리 행진에 반대한다는 공식 서한을 받았다.
주최측은 이전 몇 주 동안 꽃 박람회나 아트 바젤과 같은 다른 공개 행사는 허가를 받았다는 점을 지적했다. 홍콩 행정장관인 캐리 람은 이 결정을 법 집행 문제로 미뤘고, 법적 도전을 견뎌냈으며, 이중 잣대에 대해 자세히 설명하기를 거부했다. 그녀는 이전에 중국공산당에 존경을 표하는 것이 중요하다고 말한 바 있다. 친베이징 성향의 입법회 의원이자 변호사인 폴 체는 정부가 대중에게 정직해야 한다고 믿는다. 추모식은 주장된 대로 팬데믹 때문만이 아니라 국가 안보 문제 때문에 금지되었다는 것이다.
정부는 어떤 추모 행사도 막겠다는 결의를 보였는데, 보안국은 5월 29일 불법 집회 참석 시 공안 조례에 따라 징역 5년, 또는 이를 홍보할 경우 징역 1년에 처할 수 있다고 경고했다.
빅토리아 공원에서 전통적인 추모 행사를 주최하는 중국 애국 민주 운동 지지 홍콩 동맹 (더 얼라이언스)은 정부의 금지 조치를 준수하며 대중에게 합법적이고 안전하게 추모할 것을 촉구했다. 그러나 정부는 대중의 참석을 막기 위해 강경책을 사용하기로 결정했다. 경찰 소식통은 금요일에 희생자들을 추모하는 잠재적 모임을 처리하기 위해 병력의 5분의 1 이상(최대 7,000명)이 홍콩 전역에 배치될 것이라고 밝혔다. 빅토리아 공원만 해도 3,000명의 경찰관이 경비를 서며, 공원의 일부는 "공안 조례에 따라" 봉쇄될 수 있었다. 경찰에 따르면, 특히 검은 옷을 입고 빅토리아 공원 근처로 가는 대중은 슬로건을 외치거나 촛불을 켜면 불법 집회에 참여한 것으로 간주될 수 있다고 한다.

## 중국 본토
평소와 같이 중국 본토 당국은 중국 내에서 발생한 모든 사건에 대한 논의를 억압했다. 남아 있는 몇몇 활동가들과 피해자 옹호자들은 경찰 감시가 강화되거나 기념일 즈음에 "휴가"를 강요당하거나 둘 다 겪었다.
32주년 기념일 전날, 외교부는 중국이 1989년의 "정치적 혼란"을 진압한 것이 옳았다고 재차 강조했다. 1989년 이후 62명의 회원이 사망한 천안문 어머니회는 젊은 중국인들이 "번영하는 즐거움과 정부에 대한 강요된 영광이라는 잘못된 감각 속에서 자라났으며, 1989년 6월 4일 수도에서 무슨 일이 일어났는지 모르거나 믿기를 거부한다"는 사실을 비난했다.

## 홍콩

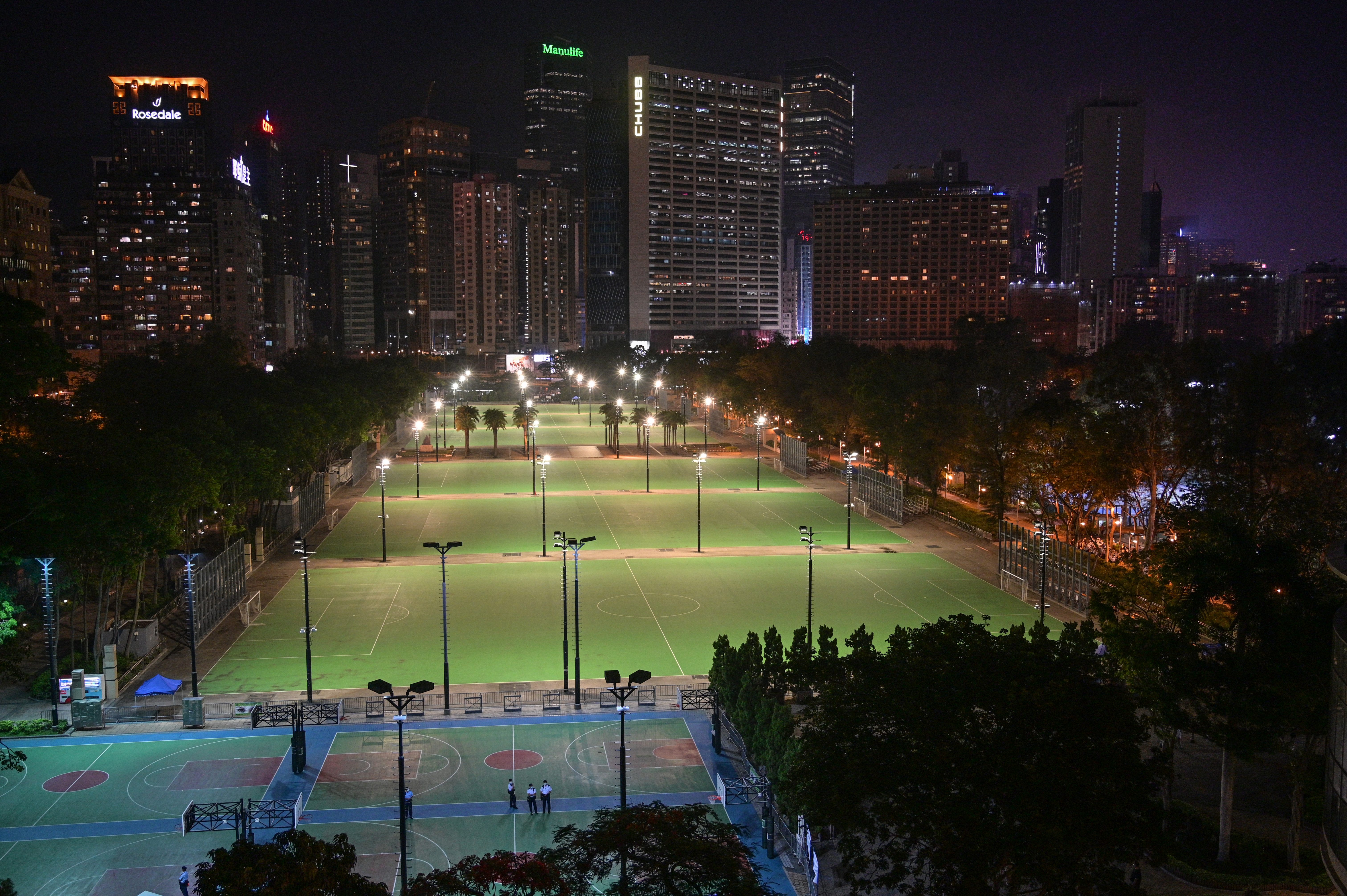
2021년 6월 4일 밤, 평소에는 사람들로 붐비던 홍콩 빅토리아 공원

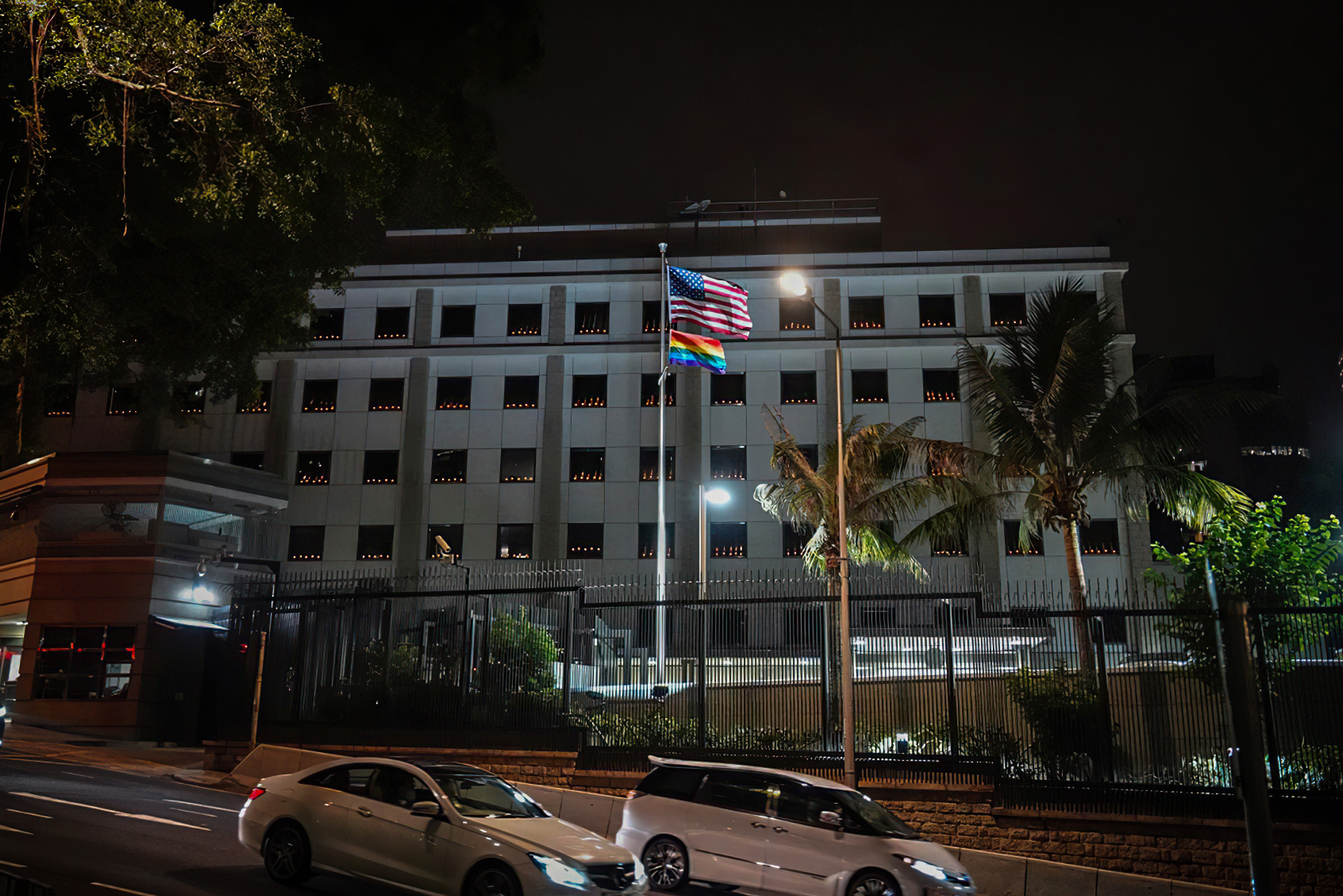
2021년 6월 4일 밤, 홍콩 미국 영사관에 켜진 촛불

2020년 추모식과 관련하여 24명의 저명한 민주화 운동가들이 체포되었는데, 조슈아 웡은 추모식 참여로 5월에 징역 10개월을 선고받았고, 다른 3명은 4~6개월형을 선고받았다. 2021년 6월 5일 기준으로, 20명의 활동가들이 6월 11일에 유사한 혐의로 기소될 예정이었다.
경찰은 빅토리아 공원 및 다른 지역에서 시민들을 저지하고 수색하며 대대적으로 출동했다. 저녁 퇴근 시간 직전, 경찰은 항구 횡단로의 섬 방면 차선에 도로 차단막을 설치했다.

### 사건
전통적인 추모 행사가 허용되지 않자, 활동가들은 대중에게 필요에 따라 창의적이고 개별적으로 행사를 기념할 것을 촉구했다. 얼라이언스의 회장인 리 척얀은 기념일 전날 감옥에서 페이스북 메시지를 통해 "모두가 창문 옆, 길 위, 다른 사람들이 볼 수 있는 어디든 촛불을 켜고 우리의 애도를 이어갈 자신만의 방법을 찾을 수 있기를 바란다"고 표현했다. 얼라이언스의 부회장인 초우 항퉁은 소셜 미디어에 희생자들을 위해 개인적으로 빅토리아 공원에 가서 촛불을 켤 계획이라고 밝혔다.
이전 추모식에서 사용된 수백 개의 촛불을 수집한 예술가 케이시 웡은 홍콩 시민들에게 이를 나눠주어 그들이 이를 보존하고 사망자들의 기억을 영원히 기릴 수 있도록 할 계획이었다.
홍콩 주재 미국 영사관은 1989년 학살 희생자들을 추모하기 위해 창턱에 400개의 전자 촛불을 놓았다. 홍콩 주재 유럽 연합 대표부 또한 창문에 촛불을 놓았고, 중국으로부터 "홍콩을 이용하여 본토에 대한 침투나 사보타주 활동을 수행하려는 어떤 시도도 레드라인을 넘는 것이다... 이는 절대 용납할 수 없다"는 분노한 반응을 이끌어냈다.
대중은 교회로 향했고, 교회는 만원 상태라고 보고했다. 다른 사람들은 빅토리아 공원 근처와 다른 많은 지역에서 촛불을 들거나 휴대 전화의 불을 켜고 거리로 나섰지만 경찰은 그들을 해산시키려 했다.

### 사건사고
기념일 며칠 전, 홍콩 공영 방송사인 RTHK의 기자들은 경영진으로부터 어떤 정치적 보도도 허용되지 않을 것이라는 통보를 받았다.
새로 정부가 임명한 국장이 부임한 이후 시행된 규정에 따라, RTHK의 프로그램은 적어도 10개의 프로그램을 축소하거나 취소했으며 – 여기에는 일주일 전에 방영되었던 천안문 기념일 관련 코너도 포함된다 – 전체 온라인 아카이브도 삭제했다. RTHK 경영진은 홍콩 커넥션, 홍콩 스토리, 입법회 검토의 세 에피소드가 "공정하지 않고, 편향되었으며, 정확하지 않다"고 말했다. 정부 대변인은 "헌장에 따르면 RTHK는 편집상 독립적이며 상업적, 정치적 및 기타 영향으로부터 면역된다. 제작자 지침은 '책임 없는 편집 자율성, 구속 없는 자유는 결코 있을 수 없다'고 규정한다"고 말했다.

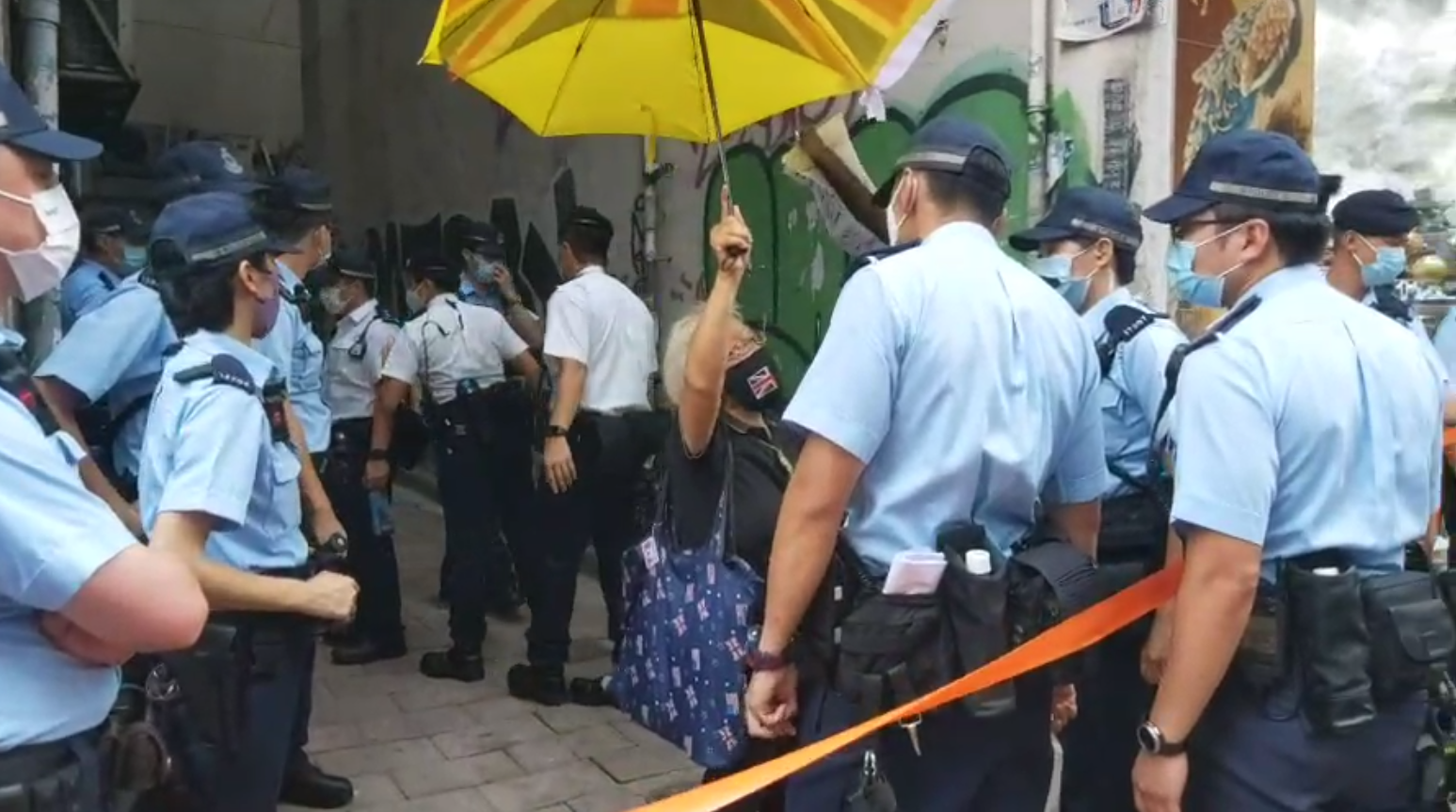
경찰에 포위된 알렉산드라 웡

2021년 5월 30일, "웡 할머니"라는 별명으로 불리는 65세의 민주화 운동가 알렉산드라 웡이 1989년 천안문 사건 기념일 전날 혼자 행진하던 중 체포되었다. 그녀는 "미승인 집회에 다른 사람들을 선동하려 한" 혐의와 "미승인 집회에 고의로 참여한" 혐의로 체포되었다. 그녀는 밤새 구금되었다가 다음날 기소되지 않고 석방되었으며, 경찰은 나중에 그녀를 추궁할 권리가 있다고 말했다.
언론은 5월 29일 쿠이충에 있는 얼라이언스 운영 노점이 활동가들이 팸플릿과 전자 촛불을 배포하는 동안 경찰관들의 특별한 관심을 받았다고 보도했다. 경찰은 해당 부스가 "사람들에게 둘러싸여 있었다"고 주장하며, 한 여성과 주최측에게 4인 사회적 거리두기 제한을 위반했다는 이유로 벌금을 부과했다. 같은 주말 코즈웨이 베이에서 사회민주련선이 운영하던 노점은 정치적 반대자들의 공격을 받았다고 한다.
6월 1일, 식품환경위생국은 전통적인 추모 행사를 주최하는 얼라이언스가 운영하고 큐레이팅한 6월 4일 박물관의 폐쇄를 강제했다. 박물관은 무허가 운영으로 공공오락조례를 위반했다는 혐의로 급습당하고 절차가 개시되었다.
6월 4일 아침, 얼라이언스 공동 의장인 변호사 초우 항퉁은 소셜 미디어에 사람들이 있는 곳에서 촛불을 켜서 사적으로 행사를 기념할 것을 촉구하는 글을 올린 후 체포되었다. 그녀는 다음날 1만 홍콩 달러의 보석금을 내고 석방되었으며, 한 달 안에 경찰에 출석해야 한다는 조건이 붙었다. 그녀는 경찰이 "불공정하고 예방적인 체포... 분명히 내가 빅토리아 공원에 직접 가는 것을 막고 다른 사람들이 똑같이 하거나 코즈웨이 베이에 접근하는 것을 겁주기 위한 목적이었다"고 말했다.

## 영국
전 영국의 외무장관 6명 – 맬컴 리프킨드, 마거릿 베킷, 윌리엄 헤이그, 잭 스트로, 데이비드 밀리밴드, 데이비드 오웬 –은 공개 서한을 통해 보리스 존슨 총리에게 홍콩의 인권 상황 악화를 고려하여 영국의 리더십 필요성을 인정하고, 콘월에서 열리는 G7 정상회의에서 "홍콩 위기가 의제에 오르도록" 보장할 것을 촉구했다.
티베트, 위구르, 홍콩 단체들의 연합은 6월 4일 런던 주재 중국 대사관 앞에서 학살을 기념하는 시위를 조직했다. 천 명이 넘는 인파 중에는 망명 중인 홍콩 입법회 의원 네이선 로가 있었고, 그는 군중에게 연설했다. 또 다른 추모 행사는 오후 일찍 웨스트 엔드의 레스터 스퀘어에서 열렸다. 홍콩 워치의 베네딕트 로저스가 참석하여 연설했다. 그는 "광복홍콩, 시대혁명"이라는 슬로건을 외치는 데 동참했다. 맨체스터의 피카딜리 가든에서는 약 백 명이 이른 저녁 집회에 참여했다.

## 북아메리카
우산 운동의 전 학생 지도자 알렉스 차우를 포함한 수백 명의 사람들이 뉴욕의 워싱턴 스퀘어 파크에서 열린 추모식에 참석했다. "홍콩을 해방하라"는 현수막이 목격되었다.
활동가들은 브리티시컬럼비아주 밴쿠버의 중국 대사관 밖에서 촛불 추모식을 조직했다. 수상 경력이 있는 영화 제작자 제본스 아우가 참석했다.

## 오스트레일리아
전 입법회 의원 테드 후이는 애들레이드에서 수십 명의 사람들과 함께 홍콩 민주화 운동과 1989년 천안문 시위 진압 희생자들을 위한 추모식을 이끌었다.

## 중화민국
타이베이시 자유 광장에 추모 장소가 마련되었다. 참석자 중에는 2015년에 실종된 홍콩 서점가 람 윙키도 있었다..
대만의 30개 NGO 및 시민사회 단체 연합이 주최한 추모식은 타이베이 자유 광장에서 "8964 32"라는 조명 전시를 만들었다.

## 일본
도쿄 신주쿠역 밖에 모인 활동가들이 "광복홍콩, 시대혁명"이라는 슬로건이 새겨진 깃발을 흔들었다.

## 온라인

### 행사
대만 기반의 뉴 스쿨 포 데모크라시(New School for Democracy)는 페이스북과 유튜브에서 생중계되는 2시간짜리 중국어 추모식을 주최했다. 연사로는 전 천안문 학생 지도자 우얼카이시와 저우펑수오, 망명 예술가 바디우차오, 그리고 전 홍콩 입법회 의원 네이선 로가 포함되었다.
클럽하우스의 가상 이벤트 외에도 24시간 Zoom 추모식이 예정되어 있었다.

### 사건

#### 웹사이트 폐쇄
망명 활동가 네이선 로가 홍콩의 민주 헌장을 홍보하기 위해 만든 웹사이트 2021HKCharter.com은 5월 31일 호스트인 Wix.com에 의해 폐쇄되었다. 회사는 홍콩 경찰로부터 "국가 안보를 위태롭게 하는 범죄를 구성할 가능성이 있다"는 통보에 응했으며, 그렇게 하지 않으면 벌금과 징역 6개월에 처해질 수 있다고 말했다. Wix는 이번 삭제가 "실수"였다고 말하며, 공개 후 며칠 만에 사이트를 복구했다.
량천항이 공동 설립한 홍콩 민주주의 옹호 단체인 미국 기반의 홍콩 해방 연합의 웹사이트는 웹 호스트인 워드프레스에 의해 폐쇄되었다고 보도되었는데, 워드프레스는 웹사이트가 정지되었으며 복구되지 않을 것이라고 통보했다. 렁은 국가 보안법에 따라 홍콩 경찰의 요청 때문일 수 있다고 시사했다. 그러나 워드프레스는 외부 영향을 부인하고, 서비스 약관 위반을 주장하며, 사이트 소유자가 다른 호스트를 찾도록 돕겠다고 덧붙였다.

#### 빙 검색에서 탱크맨 부재
Microsoft Bing은 구글 분석가 셰인 헌틀리가 검색 엔진을 사용할 때 탱크맨에 대한 검색 결과가 없다는 사실을 발견한 후 검열 논란에 휘말렸고, 이는 전 세계 사용자들에게 영향을 미쳤다. 마이크로소프트에 의존하는 다른 검색 엔진들도 특히 이미지 검색에서 영향을 받았다. 중국에 상당수의 직원을 두고 있는 빙은 이 문제를 "인적 오류" 탓으로 돌렸다.
이 검색어는 6월 6일 빙에서 "실수로" 전 세계적으로 차단되었으나, 다음날 중국 외 지역 사용자들에게 복구되었다.

## 여파
2022년 1월, 초우 항퉁은 추모식 소집 혐의로 징역 15개월을 선고받았다. 이 중 10개월은 2020년 추모식과 관련된 형량과 합산되어, 초우는 2020년과 2021년 추모식에서의 역할로 총 22개월을 복역하게 되었다. 이는 홍콩 대학의 수치의 기둥, 중문대학에 있던 민주 여신상 복제품, 링난 대학의 부조를 포함한 학살 기념비들이 해체된 다음 달에 이루어졌다.
중국공산당은 다음 기념일에도 계속해서 단속을 이어갔다. 빅토리아 공원의 축구장은 대부분의 시간 동안 예약되어 있었으며, 빅토리아 공원과 코즈웨이 베이에 경찰 병력이 대거 배치되었다. 경찰은 시위를 "선동"하는 것으로 의심되는 사람들을 저지하고 수색했다. 홍콩 가톨릭 교회는 교구가 국가보안법 위반을 우려하여 천안문 희생자를 위한 미사를 처음으로 취소했다. 조셉 젠 추기경은 한 달 전에 체포되었다. 2021년 9월 얼라이언스 해체와 함께, 지난 몇 년간의 대규모 공개 추모식은 열리지 않았다. 지속적인 탄압에도 불구하고, 홍콩 시민들은 통제선이 해제된 후 빅토리아 공원으로 가서 촛불을 켜고 휴대 전화로 불빛을 비췄다. 6명이 체포되었다: 유 와이판, 찬 포잉, 딕슨 차우 카팟, 라우 산칭, 그리고 사회민주련선(LSD) 당의 다른 두 명의 회원이다. 무허가 집회 금지를 피하기 위해 중문대 학생들은 소형 민주 여신상을 몰래 운반하고 캠퍼스 곳곳에 숨겼으나, 감시의 두려움 때문에 중단했다.
마카오에서는 2022년이 주최측이 공개 행사를 개최하려는 노력을 전혀 하지 않은 첫 해였다. 민주발전연합 (UMDD)은 세나두 광장에서 추모식과 사진 전시회를 조직했지만, 당국은 2020년과 2021년에 이를 허용하지 않았다. 활동가들은 집회 자유의 침식을 애도하며 대신 기념일을 비공개로 온라인으로 추모했다. 이는 2023년 기념일에도 계속되었다. 그해 초, UMDD는 마카오의 안보법 강화에 대응하여 해체되었고, 이는 그곳에서의 공개 추모의 무기한 중단을 의미했다.
정치적 발언을 전혀 하지 않는 사람들도 단속에 휘말렸다. 인터넷 유명인 리자치의 프로필은 2022년 6월 3일, 기념일 전날 밤 그가 간식을 판매하는 라이브 스트림에서 탱크 모양 케이크가 등장한 후 온라인 쇼핑 플랫폼 타오바오에서 삭제되었다. 검열관들은 스트림을 중단시키고 케이크 이미지와 그에 대한 모든 대화를 지웠다. 그는 9월 20일까지 아무런 설명 없이 돌아오지 않았다.
이 금지 조치로 인해 중화권에서 공개 추모식과 기념 행사를 개최할 수 있는 유일한 장소는 중화민국이 되었다. 타이완 활동가들은 이 사건들을 양면적으로 받아들였다. 많은 이들이 민주주의와 억압에 맞선 투쟁에 연대를 표했지만, 다른 이들은 기념일이 자신들과 관련이 없으며 타이완과 본토 간의 긴장을 고조시킬 위험이 있다고 느꼈다.
또한 처음으로, 중국 외교부 산하 사무실은 영사관들에게 해당 사건에 대해 침묵을 지키라고 지시했다. 그럼에도 불구하고, 미국, 호주, 폴란드 및 기타 영사관들은 기념일을 맞아 소셜 미디어에 메시지를 게시하고 공식 성명을 발표했다.
호주, 영국, 미국 등 전 세계 다른 국가에서는 계속해서 추모식과 기념 행사가 열렸다.